# Audi RS6

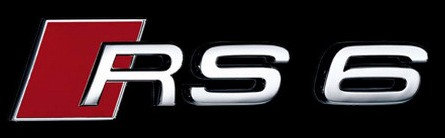
Logo RS6

Audi RS6 quattro obvykle označované jako RS6 je nejvýkonnější verze a vrcholná třída modelu Audi A6, která je umístěna nad třídou Audi S6. Jde o sportovně orientovaný automobil vyšší střední třídy vyráběný soukromou dceřinou společností orientovanou na vysokovýkonné automobily quattro GmbH automobilky Audi AG, které je součástí koncernu Volkswagen.
Jsou vyráběny dvě verze RS6, a to 5dveřové, 5sedadlový "Avant" (název pro kombi) a 4dveřový, 5sedadlový sedan. Navíc jejich spalovací motory, které jsou montované vpředu a podélně, nejsou sdílené s jinými automobily Audi. Převodovka je montována bezprostředně na zádi motoru v podélné orientaci ve formě transaxle.
Iniciály "RS" jsou převzaty z německého Rennsport, což v doslovném překladu znamená "závodní sport", a je vrcholná vysokovýkonná úroveň výbavy, který je umístěn o zřetelný krok vyšší než verze "S". Podobně jako všechny modely Audi RS je RS6 průkopníkem některých nejnovějších a nejmodernějších technologií techniky Audi. RS6 tak mohl být popsán jako slavný automobil, jehož nejnovější generace má nejvýkonnější spalovací motor ze všech modelů Audi s vyšším výkonem než fyzicky většího modelu S8. Navíc stejně jako všechny RS modely i RS6 je k dispozici pouze s Audi ochrannou značkou permanentního pohonu všech kol quattro na základě samosvorného diferenciálu torsen.
Výroba Audi C5 RS6 začala v červnu 2002 a skončila v září 2004. Současná druhá generace Audi C6 RS6 byla představena v roce 2007 na Autosalonu ve Frankfurtu. První generace RS6 byla prvním RS modelem, který byl exportován do Severní Ameriky, zatímco současná generace se prodává pouze v Evropě.
Hlavními konkurenty RS6 na trhu jsou BMW M5 a Mercedes-Benz E63 AMG

## C5 (2002–2004)
Audi C5 RS6 quattro (Typ 4B) byl vrcholový model používající platformu Volkswagen Group C5 (1997–2004) a byl k dispozici jako 5dveřové, 5sedadlové kombi "Avant". 4dveřový, 5sedadlový sedan následoval krátce po verzi Avant. Vyráběl se od července 2002 do září 2004.
Oficiální představení výkonových hodnot pro verzi Avant při použití doporučeného vysokooktanového bezolovnatého benzínu 98 "Super Plus" dosáhne zrychlení z 0 na 100 km/h za 4,6 sekundy, zrychlení z 0 na 200 km/h za 16,8 sekundy (16,6 sekundy pro sedan). Oficiální hodnota maximální rychlosti je stanovena na 250 km/h, ačkoli většina 'RS' majitelů prohlašuje, že omezovač rychlosti je dost velkorysý pro všechny RS automobily se skutečně 'omezenou' maximální rychlostí na hodnotě 270 km/h, kterou lze dosáhnout. Použití benzinu s nižším oktanovým číslem než je standardní bezolovnatý 95 "Premium" sníží výkon motoru a logicky sníží i výstupní výkonové parametry.
Objem zavazadlového prostoru je ve verzi Avant v rozmezí 455 litrů až do 1 590 litrů při sklopených zadních sedadlech. Pro sedan je hodnota objemu zavazadlového prostoru na hodnotě 424 litrů.

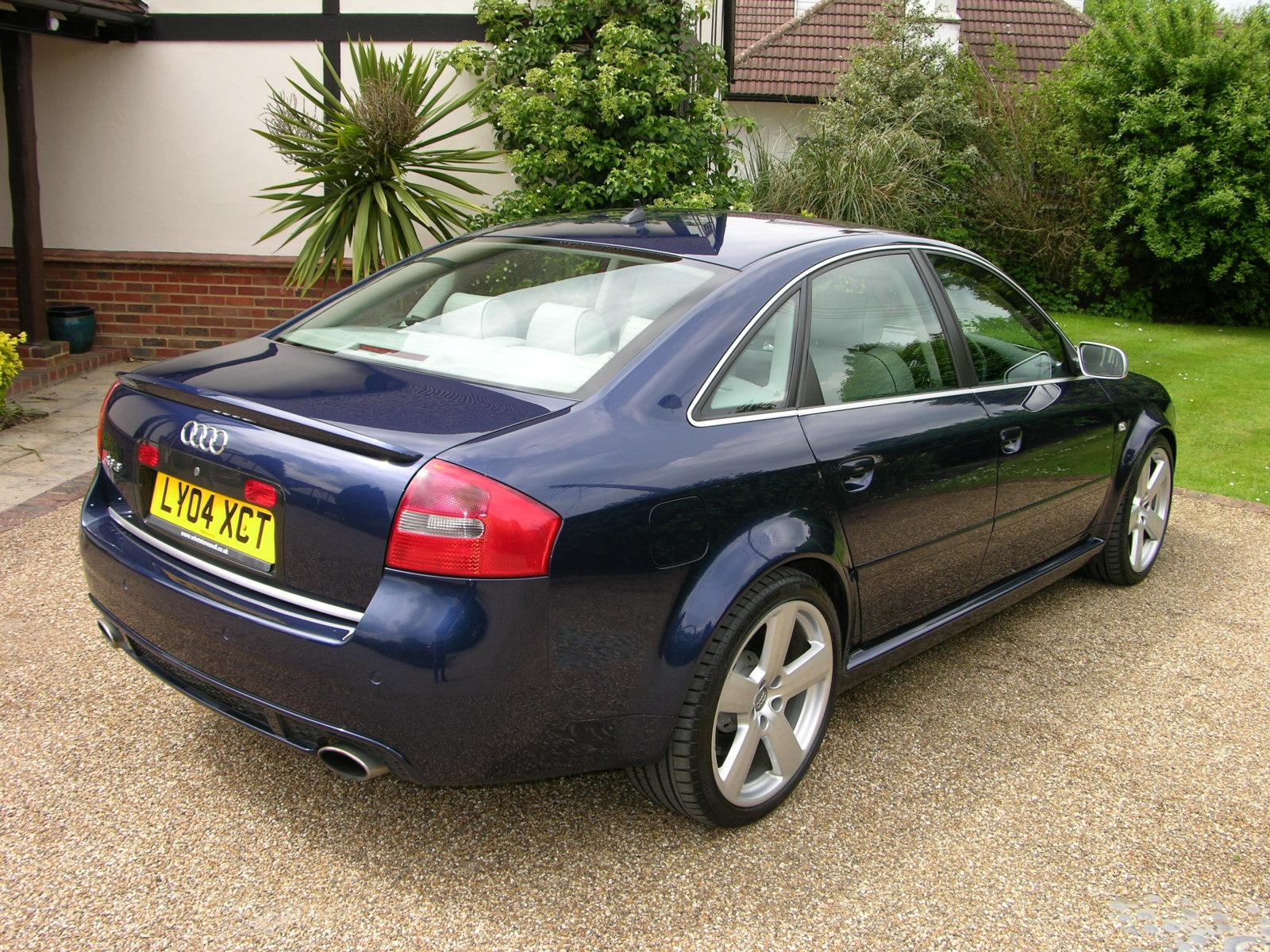
Audi C5 RS6 zezadu
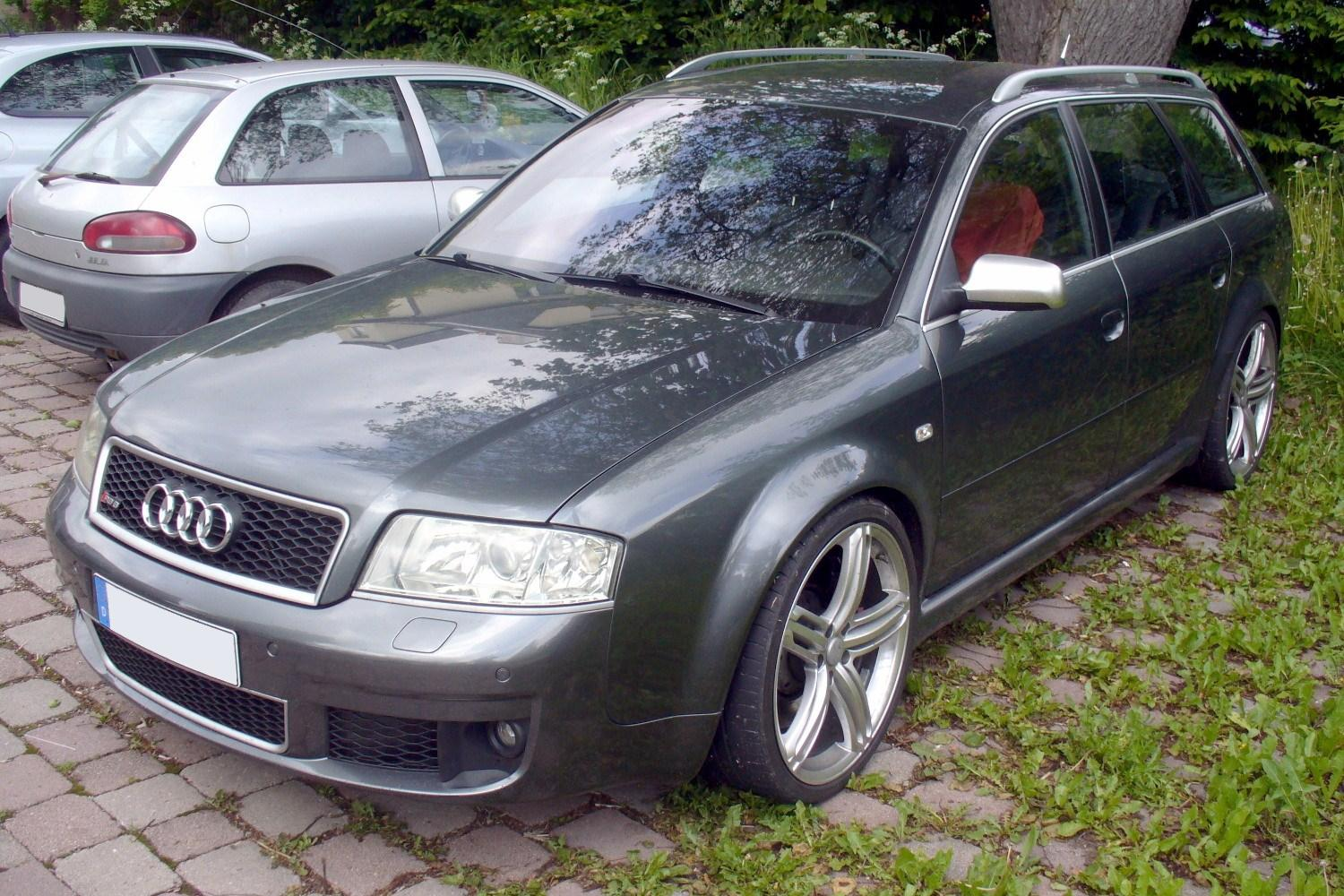
Audi C5 RS6 Avant
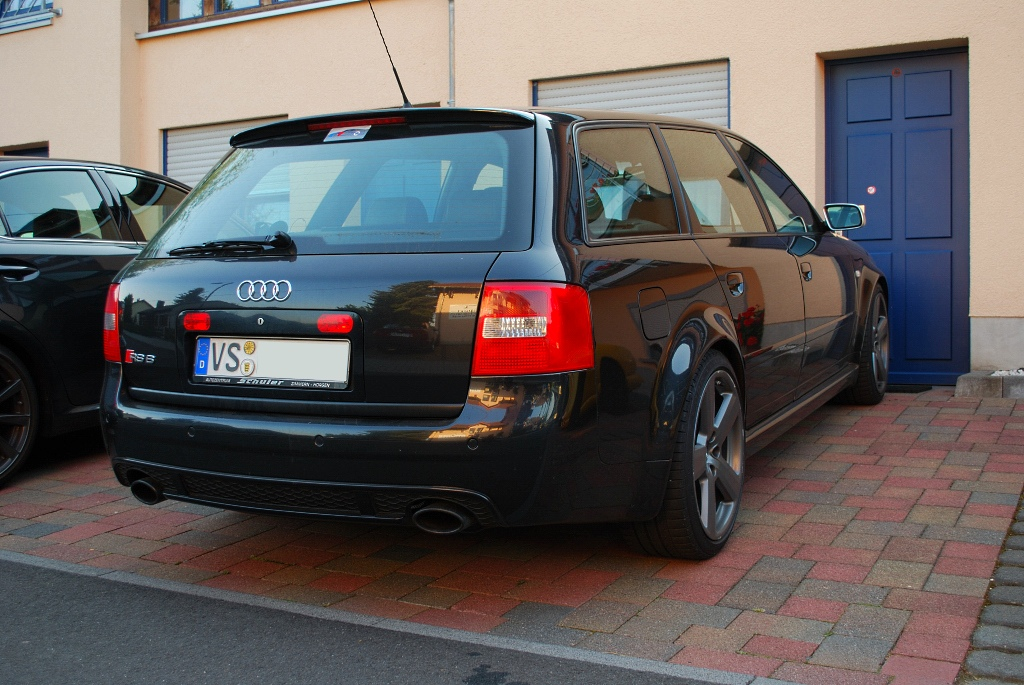
Audi C5 RS6 Avant zezadu
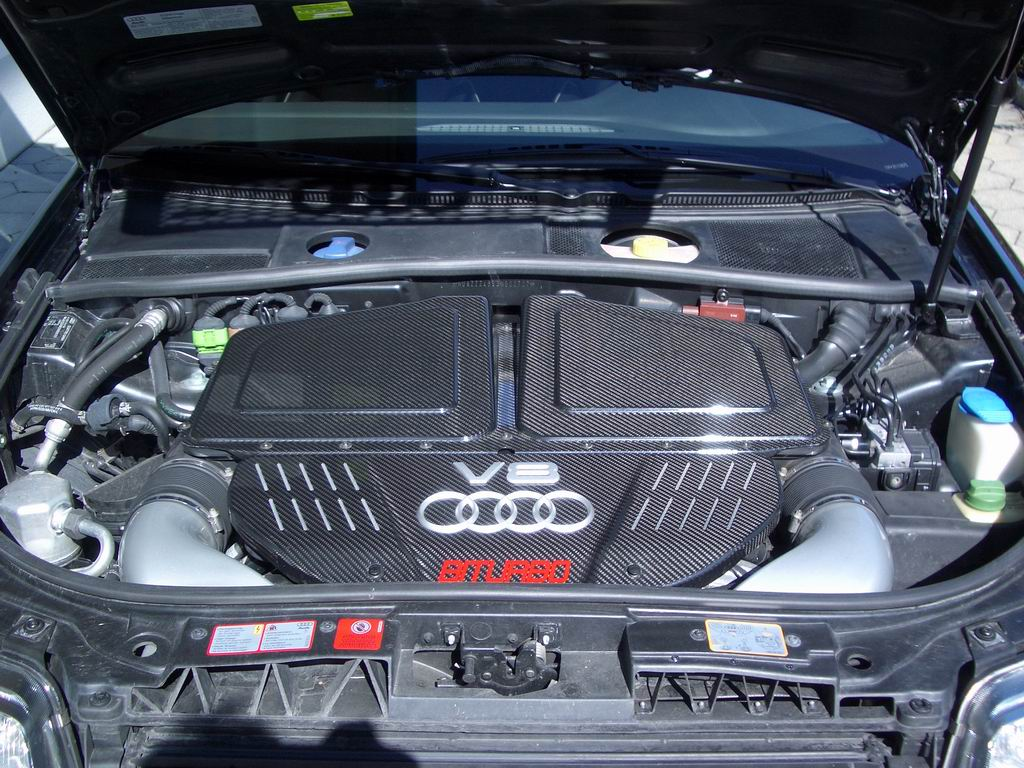
Motor 4,2 V8 biturbo

### Pohonná jednotka
Pro C5 RS6 je pohonnou jednotkou spalovací motor z hliníkové slitiny s zdvihovým objemem 4172 cmm s dvěma turbodmychadly ('biturbo'), 2 × DOHC, s 5 ventily na válec. Se dvěma turbodmychadly (jedno na řadu válců) výkon osmiválcového motoru dosahuje hodnoty 331 kW/450 koní při 5 700 až 6 400 ot./min a 560 Nm točivého momentu. Kombinace 4,2 V8 motoru s variabilním časováním ventilů a dvěma turbodmychadly dává RS6 mimořádně široké výkonové pásmo s maximálním točivým momentem, který je k dispozici od 1 950 do 5 600 ot/min.
Další podrobnosti o motoru je plně sekvenční vícebodové vstřikování paliva se vstřikovacími tryskami umístěnými v sběrači sacího potrubí, mapované přímé zapalování, s polovodičovým vysokonapěťovým elektrickým rozvodem pomocí osmi samostatných jednojiskrových zapalovacích cívek a svíček NGK s dlouhou životností a 3 snímači detonace motoru. Řízení motoru používá řídící jednotku Bosch Motronic ME 7.1.1, která ovládá všechny funkce motoru včetně dodávání paliva, zapalování, časování ventilů, emisního kontrolního systému a kontrola snížení kroutícího momentu – ta pracuje ve spojení s Bosch ESP 5.7 Electronic Stability Programme v rámci "proti-smykové kontroly" (ASR) regulace prokluzu. Motor je standardně v souladu s emisní normou Euro 3 a obsahuje dva katalyzátory a 4 sondy lambda, které spravují řadu válců selektivní lambda kontrolou. To má za následek hodnotu CO2 na úrovni 350 g/km pro sedan i Avant.
RS6 má elektronicky řízenou 5-rychlostní ZF 5HP24A tiptronic automatickou převodovku (převodové poměry: 1. st: 3,571, 2. st: 2,200, 3. st: 1,505, 4. st: 1,000, 5. st: 0,804) s blokovacím měničem momentu na každé rychlosti. Řídící jednotka převodovky obsahuje funkci "fuzzy logika" s její "Dynamic Shift Programme" (DSP) s měnitelnou charakteristikou, která se přizpůsobuje individuálním stylem jízdy. Manuální řazení 'tiptronic' může být prováděno buď řadicí pákou nebo 'pádly' pod volantem.
RS6 byl k dispozici pouze se stálým pohonem všech kol quattro založeným na diferenciálu Torsen, využívající Torsen T-2 dynamický 'automatický odklon točivého momentu' a středový diferenciál. Točivý moment z motoru je nejprve veden z výstupního hřídele převodovky do středového diferenciálu Torsen a potom automaticky dělený a rozložený mezi přední a zadní nápravu.
Přední a zadní diferenciál (poměr: 3,197) jsou konvenčního "otevřeného" typu, ale využívají "Electronic Differential Lock" (Elektronická uzávěrka diferenciálu). EDL je navíc integrovanou funkcí Bosch Electronic Stability Programme (ESP) a působí tak, že monitoruje a porovnává jednotlivé rychlosti kol přes nápravu a brzdění jednotlivých kol, což je snímáno při ztracení trakce (prokluzu), čímž se přenáší točivý moment na kolo, které má přilnavost. "Anti-Slip Regulation" (ASR) většinou známější jako systém kontroly trakce splňuje Bosch ESP pomocné prostředky jízdy.

### Odpružení a řízení
Využití zcela stejného nezávislého čtyřčlenného předního pérování a dvojitého lichoběžníkového vzadu, jako je podobné u Audi A6 a S6, bylo u RS6 sníženo o 20 milimetrů spolu s o 30 % tužšími pružinami a o 40 % zvýšeným tlumením. RS6 také sloužil jako model pro debutovou novinku Audi "Dynamic Ride Control" (DRC). Systém DRC je mechanický, ale používá čerpadlo na poskytnutí přídavného tlaku jednotlivým tlumičem při průjezdu zatáčkou, při zrychlení či brzdění nebo při kolísání či náklonu. Systém umožňuje neustálou změnu tlaku v tlumičích, což poskytuje pohodlnou jízdu po rovné silnici a na vysoké úrovni při velké přilnavosti při tvrdém zatáčení, brzdění nebo zrychlování. Hlavní výhodou systému DRC je to, že funguje bez nutnosti složité elektroniky jak je požadováno v podobných systémech konkurentů jako Mercedes-Benz a dalších konkurentů. Jeho hlavní nevýhodou je, že DRC tlumiče jsou známé pro selhání (únik kapaliny z příčněvazebního okruhu), které může mít vliv na řízení a kvalitu jízdy vozidlem; někteří majitelé oznámili, že potřebují větší náhradu za chybné jednotky DRC a mnoho řidičů se rozhodlo nahradit systém jednodušším a spolehlivějším podvozkem z druhovýroby.
Posilovač řízení citlivý na rychlost „Servotronic” byl také standardem s poměrem 16,2 a poloměrem otáčení 11,4 metru.

### Brzdy, kola a pneumatiky
Přední brzdy mají pevné Brembo osmipístové monoblokové brzdové třmeny se čtyřmi brzdovými destičkami v každém třmenu spolu s plovoucími a radiálně odvětrávanými brzdovými kotouči průměru 365 mm a tloušťky 33 mmm. Zadní brzdy mají jednopístové plovoucí brzdové třmeny ATE s integrovanou, kabelem ovládanou parkovací brzdou spojené s 335 mm odvětranými brzdovými kotouči tloušťky 23 mm. Přední a zadní brzdové třmeny mají finální vysoce lesklou černou barvu, vpředu s logem Audi "RS". Přední i zadní plovoucí brzdové kotouče jsou připevněny kovovými čepy na odlehčený náboj kola a umožňují boční tepelnou roztažitelnost o 1 mm.
Bosch ESP 5,7 Electronic Stability Programme, s ABS, Electronic Brakeforce Distribution (EBD) a Brzdový asistent (BA) jsou standardní výbavou.
Byly k dispozici celkem 3 typy OEM kol a pneumatik pro RS6. V Evropě a jinde byly 19 "kola standardem, s volitelnými 18". 18" zimní balíček s pneumatikami Dunlop SP Winter Sport M3 (225/45 ZR18 95V) byl normálně k dispozici.

### RS6 Plus
Od dubna do září 2004 se vyráběla limitovaná edice ještě výkonnějšího RS6 s názvem RS6 Plus. Měl vyšší výkon motoru – 353 kW/480 koní při 6 000 až 6 400 ot./min se stejnou hodnotou točivého momentu na úrovni 560 Nm při 1 950 až 6 000 ot./min. Tento motor byl vyvinut a vyráběn ve Velké Británii firmou Cosworth Technology (dnes známá jako MAHLE Powertrain). Oficiální hodnoty ukazují, že zrychlení z 0 na 100 km/h zvládne za 4,6 sekundy az 0 na 200 km/h za 17,36 sekundy při oficiální maximální rychlosti 280 km/h.
RS6 Plus měl k dispozici jako standard Dynamic Ride Control (DRC) a bezplatné sportovní pružení "Sports Suspension Plus", které snížilo RS6 Plus ještě o 10 milimetrů. Disky kol byly k dispozici pouze v rozměru 9Jx19" s pětipaprskovým designem v barvě "anthracite" (tmavě šedá) s pneumatikami rozměrů 255/35 ZR19 96Y XL.

## C6 (2008–2010)
Druhá generace RS6 nazývaná Audi RS6 5.0 TFSI quattro (Typ 4F), postavená na základě platformy Volkswagen Group C6, byla představena v roce 2007 na Autosalonu ve Frankfurtu. S výrobou se začalo v dubnu 2008 a od stejného data byl okamžitě dostupným v Evropě, export začal v roce 2009. Od ledna 2010 je nejvýkonnějším Audi jaké kdy automobilka vyrobila, s pozicí před svými hlavními konkurenty BMW M5 a Mercedes-Benz E63 AMG pokud jde o výkon motoru. RS6 motor 5,0l V10 biturbo dává maximální výkon 426 kW/579 koní při 6 250 až 6 700 ot./min a 650 Nm točivého momentu při 1 500 do 6 250 ot./min, tedy o 52 kW/71 koní a 150 Nm více než atmosférický motor 5,0l V10 z BMW M5.
Oficiální výkonové parametry pro Avant jsou: zrychlení z 0 na 100 km/h za 4,6 sekundy, zrychlení z 0 na 200 km/h za 12,3 sekundy a maximální rychlost elektronicky omezena na 250 km/h s tovární možností nastavit maximální rychlost na hodnotu 274 km/h. Ve standardní formě jsou emise C02 omezeno na hodnotu 333 g/km. Sedan dosáhne zrychlení z 0 na 100 km/h za 4,5 sekundy.

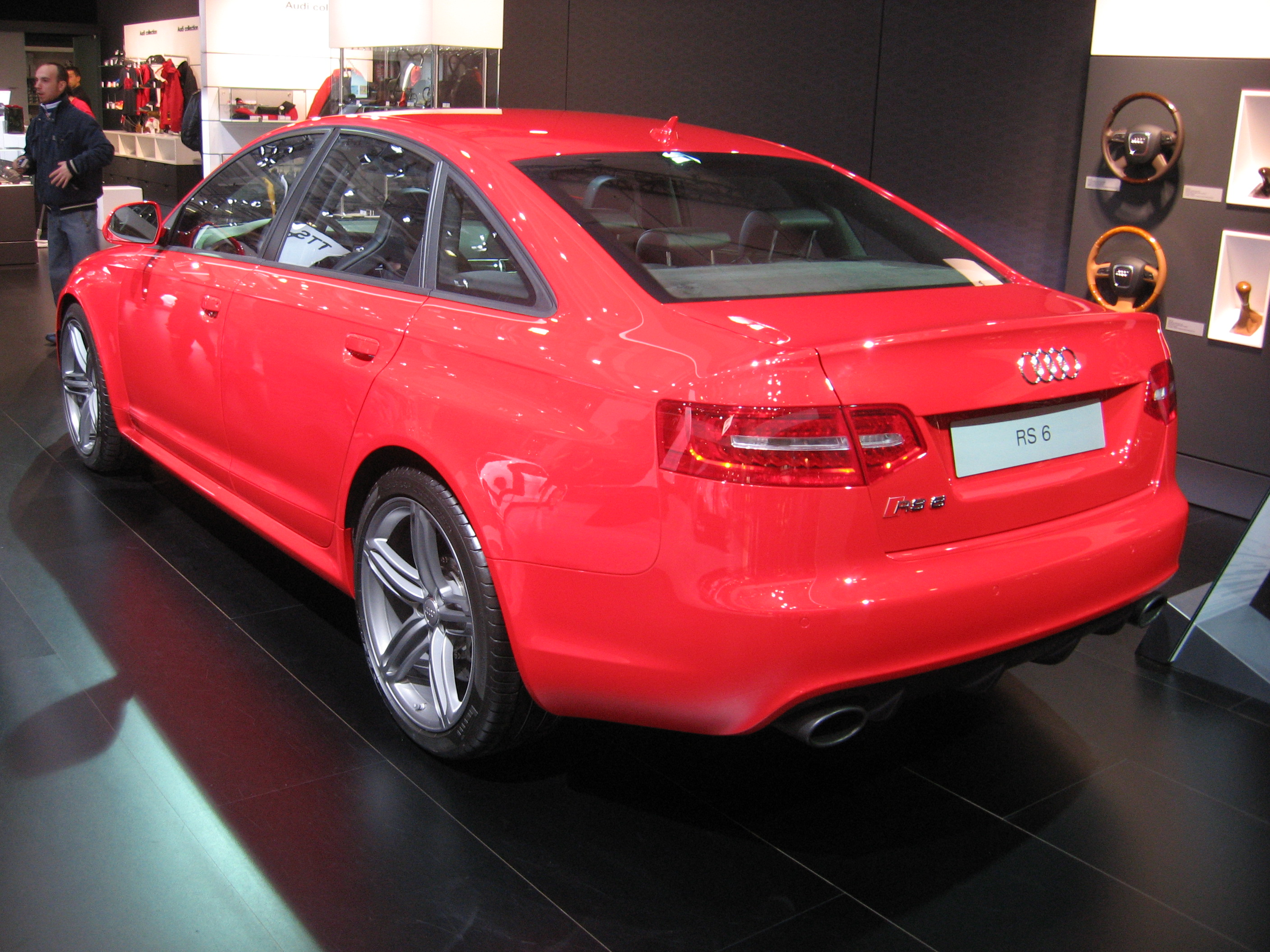
Audi RS6 C6 zezadu
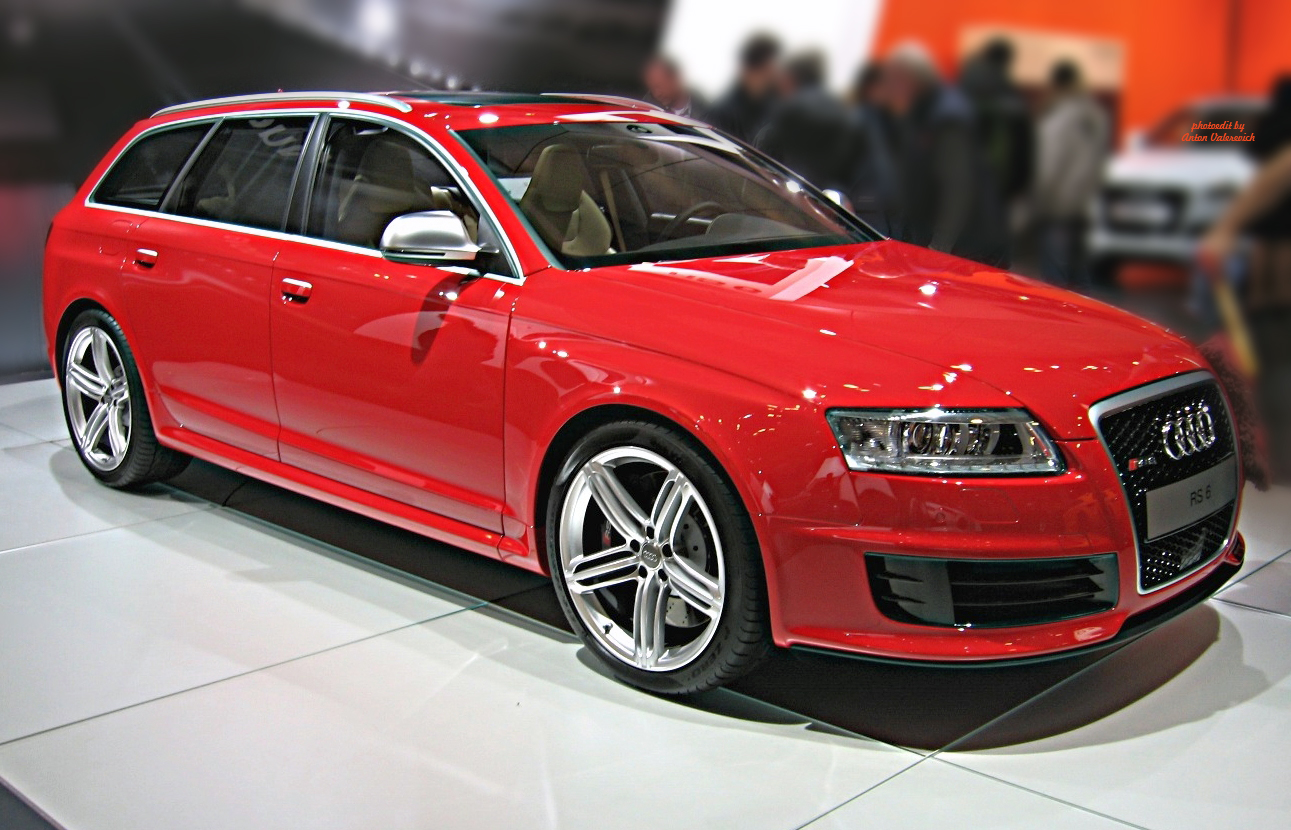
Audi RS6 C6 Avant
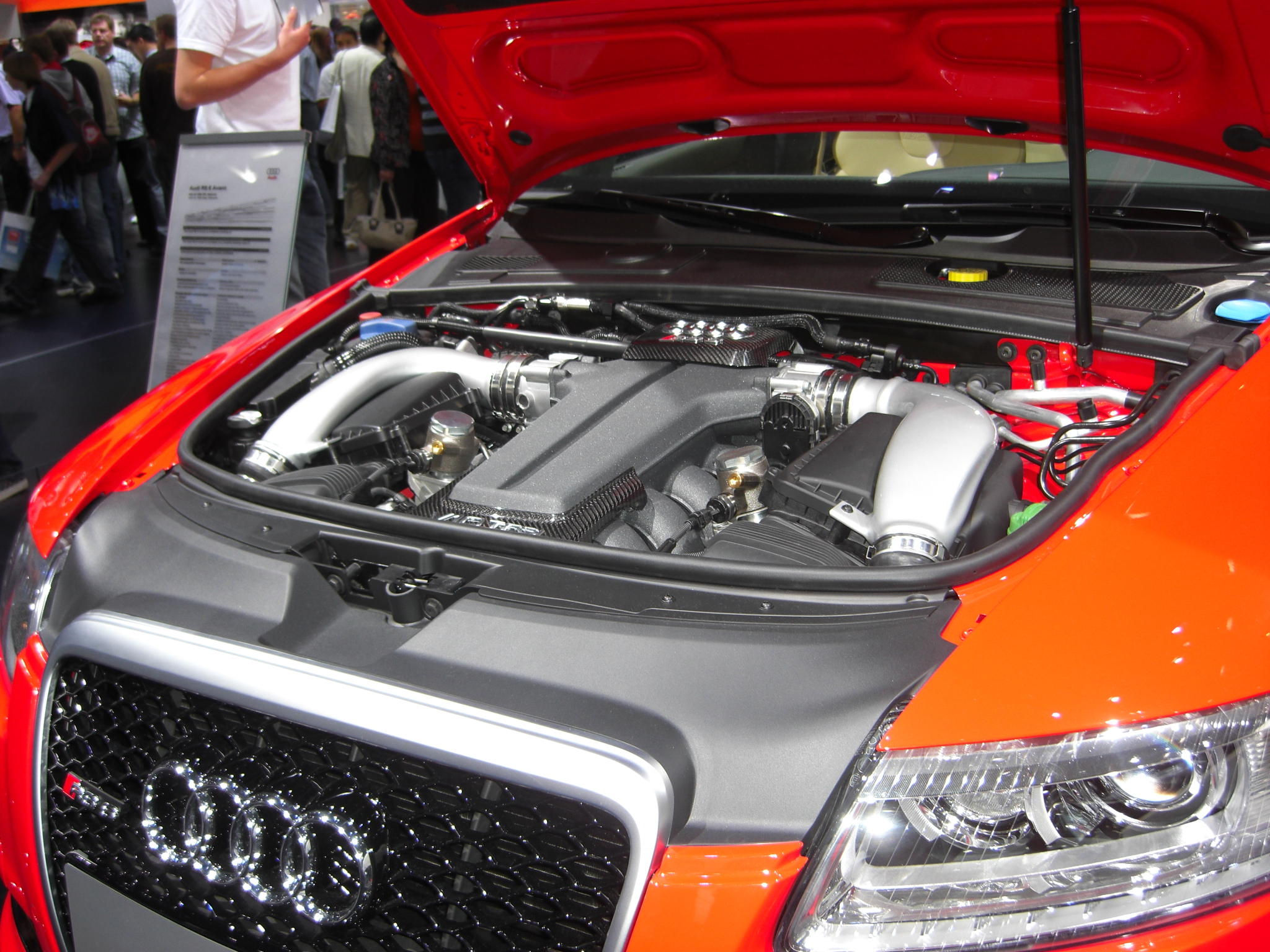
Motor 5,0 l V10 TFSI
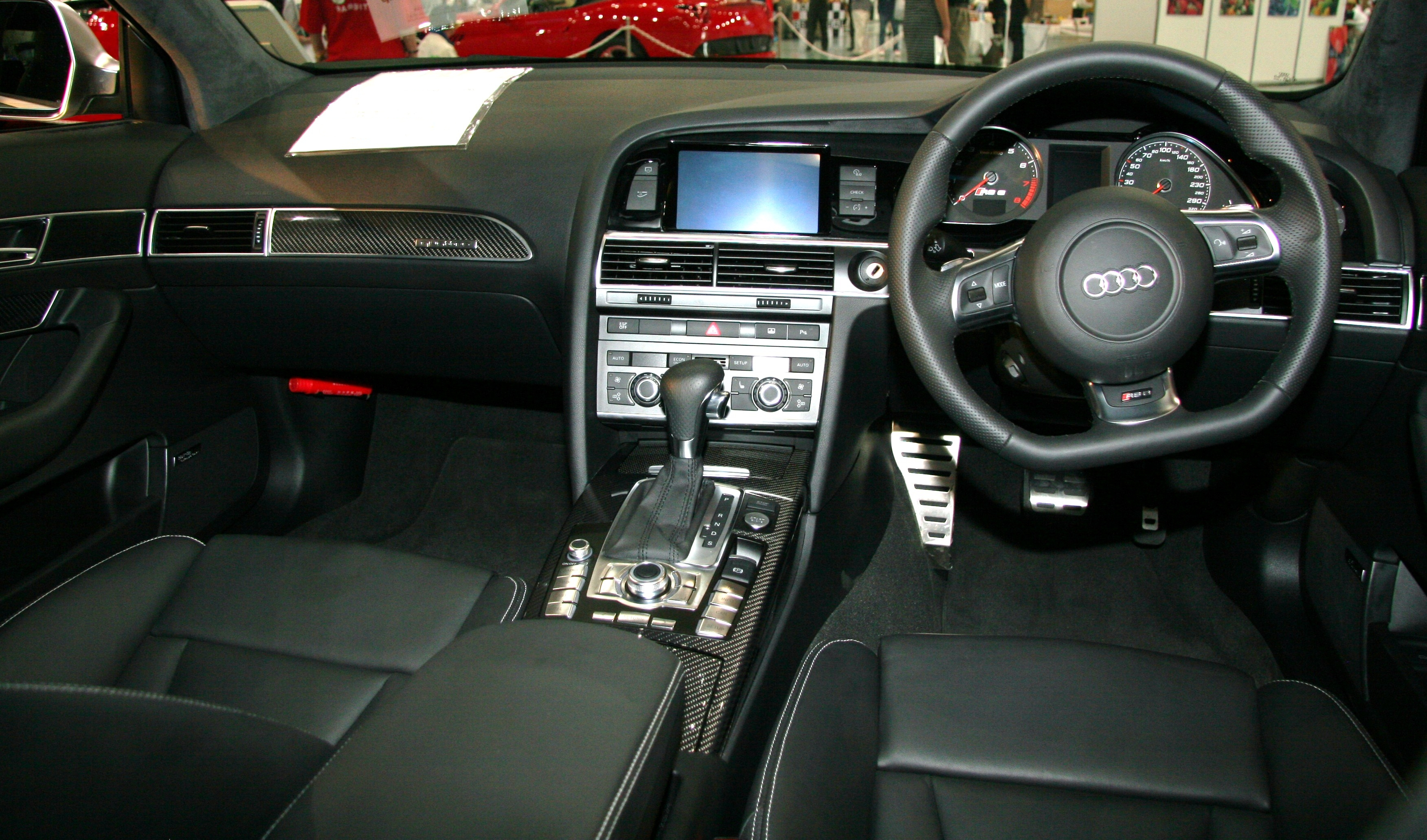
Interiér Audi RS6 C6

### Karoserie a design
5dveřový Avant (kombi) se začal prodávat v dubnu 2008 a 4dveřový sedan byl k dispozici od srpna 2008. Vyrobený z oceli v designu skořepinové konstrukce, která používá odlehčený hliník pro přední blatníky a kapotu.
Vizuálně se RS6 liší od příbuzného S6 zejména rozšířenými podběhy blatníků podle vzoru Audi Quattro s cílem širšího rozchodu kol. Má rovněž odstraněná přední mlhová světla kvůli větším předním vstupům vzduchu (pro dva postranně montované mezichladiče a další chladiče). Deset (na stranu) předních LED diod pro denní svícení jsou i na příbuzném S6, ale u mlhových světel ve spodní části předního nárazníku – na RS6 se nacházejí v hlavní světlomety. LED technologie je použita i u zadních světel. Nový RS6 rovněž obsahuje adaptivní světlomety, které se otáčejí při otáčení volantu.
Objem zavazadlového prostoru je v rozmezí od 565 do 1 660 litrů ve verzi Avant.

### Pohonná jednotka
Pohonnou jednotkou pro RS6 C6 je spalovací motor, který je prvním celohliníkovým 5,0litrovým (4991 cm3) 90° desetiválcem přeplňovaným dvěma turbodmychadly (biturbo) s přímým vstřikováním benzínu (FSI) a s mazacím systémem se suchou klikovou skříní. Spekulovalo se, že ještě výkonnější verze tohoto motoru s výkonem více než 600 koní se bude montovat do Audi S8 modelového roku 2011. Tento motor je podobný motoru V10 s atmosférickým sáním z modelů Audi S6, Audi S8 či Lamborghini Gallardo.
5,0l V10 motor má 4 ventily na válec s dvěma vačkovými hřídeli poháněnými dvěma řetězy (2 × DOHC) a variabilním časováním ventilů pro sací a výfukové vačkové hřídele. Nasávaný vzduch je chlazen dvěma postranními mezichladiče. Řízení motoru je prováděno prostřednictvím dvou řídících jednotek Bosch DI-Motronic ME 9.1.2, které pracují na principu "master" a "slave"; dvě řídící jednotky jsou potřebné z důvodu vysokých otáček, které motor může dosáhnout. Rovněž používá systém přímého zapalování s deseti samostatnými přímo-působícími zapalovacími cívkami, elektronickým regulačním systémem drive-by-wire (Bosch "E-Gas"), a lambda-regulace řady válců s využitím osmi lambda sond.
Celkově je pro chlazení motoru a souvisejících komponentů pod hliníkovou kapotou RS6 potřeba sedm chladičů a čtyři elektrické ventilátory.
Výkon motoru prochází upravenou ZF 6HP26A 6rychlostní automatickou převodovku tiptronic (převodové poměry- 1. st: 4,171, 2. st: 2,340, 3. st: 1,521, 4, st: 1,143, 5. st: 0,867, 6. st: 0,691), se zkrácenými řadicími časy s "Dynamic Shift Programme" (DSP) a módem "Sport". Ten má řazení pádly pod volantem, podobně jako je tomu u Audi RS4 B7. Hydraulický měnič točivého momentu má funkci lock-up, která je na každé ze šesti rychlostí, a je schopna se zcela odpojit když vozidlo stojí a tak šetří palivo.
Podobně jako všechny Audi RS modely je RS6 vybavena standardně stálým pohonem 4 × 4 quattro; u této verze RS6 s použitím nejnovější asymetrické dynamické předvolby 40:60 (vpředu a vzadu) rozdělení točivého momentu přes středový diferenciál Torsen T-3. Tato nejnovější verze torsenu, nejprve montovaná do RS4 B7, může automaticky rozdělit až po maximum 100% za zadní nápravu nebo 80% na přední nápravu a to v závislosti na trakčních podmínkách.

### Řízení a pružení
Podobně jako předchozí generace RS6 a také jako RS4 B7, tato generace RS6 má systém sportovního pružení "Dynamic Ride Control" (DRC). Systém může dynamicky nastavit tuhost jednotlivých tlumičů, přičemž neustále udržuje komfortní jízdu a vysokou přilnavost. Tato verze má tři stupně hydropneumatického pérování, které jsou nastavitelné ovládáním Multi Media Interface.
Řízení obsahuje hřebenový posilovač řízení "servotronic" s poměrem 12,5 a průměrem otáčení 12,2 metrů.

### Brzdy, kola a pneumatiky
Standardní brzdy RS6 tvoří vrtané radiální odvětrávané a plovoucí brzdové kotouče, přední o průměru 390 mm a tloušťce 36 mm a zadní o průměru 356 mm a tloušťce 28 mm. Do předních kotoučů jsou nasazeny lesklé černé 6pístové litá brzdové třmeny Brembo s integrovaným "RS" logem a černé jednopístové plovoucí třmeny s integrovanou elektromechanickou parkovací brzdou na zadních brzdách.
Volitelné "Audi ceramic" uhlík-uhlík laminátové (C/SiC) kompozitní přední brzdy jsou k dispozici pouze spolu s 20 "koly a používají brzdové kotouče průměru |420 mm a tloušťky 40 mm, které jsou vrtané, ventilované a plovoucí kompozitní od firmy SGL Carbon s šedými 8pístovými brzdovými třmeny Alcon s logem "Audi ceramic".
Bez ohledu na konstrukci brzdových kotoučů se všechny montovaly prostřednictvím vysokopevnostních ocelových spojů, které spojují 'pracovní' povrch kotouče s nábojem kola.
Sportovně 'laděný' Bosch ESP 8.0 Electronic Stability Programme je standardem a obsahuje Antiblokovací systém (ABS), elektronický rozdělovač brzdného účinku (EBD) a Brzdový asistent (BA). Tento ESP systém má tři uživatelem volitelná nastavení: "ESP-on" – standardní výchozí režim plné ochrany, "ESP-sico" – (který vypne ASR a EDL trakční funkce) a "ESP off" (který zcela deaktivuje všechny funkce spojené s trakcí a stabilizací).